# IC 262
IC 262 ist eine linsenförmige Galaxie vom Hubble-Typ SB0 im Sternbild Perseus am Nordsternhimmel. Sie ist schätzungsweise 246 Millionen Lichtjahre von der Milchstraße entfernt und hat einen Durchmesser von etwa 115.000 Lichtjahren.

Im selben Himmelsareal befinden sich u. a. die Galaxien NGC 1122 und IC 266.
Die Typ-Ia-Supernova SN 2008ey wurde hier beobachtet.
Das Objekt wurde am 3. November 1888 vom US-amerikanischen Astronomen Edward D. Swift entdeckt.